# Ichoria chalcomedusa
Ichoria chalcomedusa är en fjärilsart som beskrevs av Druce 1893. Ichoria chalcomedusa ingår i släktet Ichoria och familjen björnspinnare. Inga underarter finns listade i Catalogue of Life.